# Cincinnati Kid
Cincinnati Kid (eng. The Cincinnati Kid) je film snimljen 1965. godine koji opisuje pokerašku karijeru Erica "Kida" Stonera, mladog igrača iz New Orleansa iz doba Velike depresije koji se etablira u društvu poker profesionalaca i nastoji postići ugled najboljeg igrača 5 Card Stud pokera u regiji. Na tim sastojanjima susreće i izaziva Lanceya "Mana" Howarda, vremešnog igrača kojega mnogi smatraju najboljim. Film kulminira u završnom dijeljenju njihovog poker dvoboja.
Scenarij je adaptiran od istoimenog romana Richarda Jessupa, koji je bio inspiriran Hazarderom, a napisali su ga Ring Lardner Jr. i Terry Southern. Bio je to prvi važniji Lardnerov film od njegovog dolaska na Hollywoodsku crnu listu 1947. godine. Glavne likove glume Steve McQueen (u ulozi Kida) i Edward G. Robinson (u ulozi Mana). Film je trebao režirati Sam Peckinpah, no producent Martin Ransohoff ga je ubrzo nakon početka snimanja zamijenio Normanom Jewisonom. Jewison je Cincinnati Kid kasnije okarakterizirao kao "svoje ružno pače", te je smatrao da mu je omogućio prijelaz s komedija na ozbiljnije teme.

## Radnja
Eric Stoner, poznat pod nadimkom "Kid", novi je igrač pokera u usponu. Kid čuje glasine da je Lancey Howard, dugogodišnji poker profesionalac poznat pod nadimkom "Man", u gradu, i odlučuje izazvati ga. Kidov prijatelj Shooter upozorava ga podsjećajući ga kako je i on mislio da je najbolji igrač 5 Card Studa na svijetu dok ga Howard nije "uništio" na kartama.
Howard dolazi u grad i dogovara partiju s Williamom Jeffersonom Sladeom i unajmljuje Shootera kao djelitelja karata. Tijekom tridesetosatne partije, Slade gubi 6.000 američkih dolara protiv Howarda, te se razljuti zbog ozlijeđenog ponosa. Dogovorena je velika partija između Howarda i izazivača Kida, te navečer istog dana u svojoj kući Slade pokušava podmititi Shootera da u toj partiji vara u Kidovu korist. Kad Shooter odbije, Slade ga poziva da mu vrati dug od 12.000 dolara i ucjenjuje prijeteći da će objelodaniti neugodne informacije o njegovoj ženi, Melbi. Kad ga Shooter pita zašto želi da on vara, Slade mu odgovori da želi vidjeti da Howard bude uništen na isti način kako je on uništio njega. Za Shootera je ovo teška odluka, jer je zadnjih 25 godina proveo gradeći reputaciju za svoje poštenje.
Kako je Kidova djevojka Christian otišla u posjet roditeljima, Melba pokušava zavesti Kida. Iz poštovanja prema Shooteru on ju odbije, te provodi dan prije velike partije s Christian.
Velika partija počinje sa šest igrača. Između ostalih igraju Howard, Kid i Shooter, koji dijeli karte. U prvom velikom sukobu između Kida i Howarda, Kidu nedostaje 2.000 dolara, no Slade uskače i taj dug isplaćuje svojim novcem. Nekoliko sati kasnije, Howard izbacuje jednog od igrača i ne pokazuje svoju ruku, pa preostali igrači nakratko prekidaju igru. Nakon pauze Gospođa Fingers, koja je s uživanjem zadirkivala Howarda cijelu večer, preuzima Shooterovu ulogu djelitelja i nastavlja zadirkivati Howarda.
U nastavku igre, Shooter ostaje kao jedini djelitelj u igri. U jednom dijeljenju Howard pobjedom izbacuje još dva igrača, te u igri ostaju još samo on i Kid, koji primjećuje Shooterovo varanje nakon nekoliko malo vjerojatnih dobitaka. Kid zatraži prekid igri i suočava se sa Shooterovom, koji se hvali o svojim prevarantskim vještinama, no priznaje da ga je Slade prisilio. Kid inzistira da može i sam pobijediti, te naređuje Shooteru da pošteno dijeli ili će ga odati, čime će Shooterova reputacija biti uništena. Prije nastavka igre, Melba ponovo pokušava zavesti Kida i uspijeva, no Christian neočekivano dolazi u sobu, uhvaća ih in flagrante i prekida vezu s Kidom.
Nakon još jedne pauze, Slade kaže Kidu da će Shooter nastaviti varati u njegovu korist. Unatoč Sladeovim prijetnjama, Kid mu kaže da neće dozvoliti Shooteru da vara, tvrdeći da će pobijediti Howarda bez ičije pomoći. Natrag u igri, Kid uspijeva Shootera zamijeniti Gospođom Fingers i dobiva nekoliko velikih potova protiv Howarda, koji vidljivo gubi pouzdanje u svoju igru.
Partija završava dijeljenjem gdje je Kid na mjestu djelitelja. Lady Fingers dijeli svakom igraču jednu kartu licem dolje, a licem gore dijeli Howardu osmicu karo, a Kidu desetku tref. Kid ulaže 500 dolara, a Howard prati. U sljedećoj podjeli Howard dobiva damu karo, a kid desetku pik. Kid ulaže 1.000 dolara, a Howard podiže ulog za još 1.000. Kid prati. Lady Fingers Howardu kao četvrtu kartu dijeli desetku karo, a Kidu as tref. Kid ulaže 3.000 dolara i Howard prati. Howardova posljednja karta je devetka karo; Kid dobiva asa karo. Kid propušta svoj red za ulaganje (check), te Howard ulaže 1.000 dolara. Kid povisuje na 3.500 dolara, ulažući sav svoj novac na stolu. Howard poseže rukom u svoj novčanik i podiže ulog za još 5.000 dolara. Kid nema dovoljno novaca da prati ovaj ulog, pa Howardu nudi marker kao priznanje duga, na što on pristaje. Na kraju dijeljenja Howard licem gore okreće dečka karo, pokazujući skalu uboji. Kid okreće asa herc, pokazujući gubitni full house, aseve i desetke.
Poslije partije, uništeni Kid izlazi iz hotela i gubi bacanje novčića s čistačem cipela kojeg je pobijedio u istoj okladi na početku filma. Zaobišavši ulični ugao, susreće Christian i oni se zagrle.

## Uloge
- Steve McQueen - Eric "Kid" Stoner
- Edward G. Robinson - Lancey "Man" Howard
- Ann-Margret - Melba
- Karl Malden - Shooter
- Tuesday Weld - Christian
- Joan Blondell - Gospođa Fingers
- Rip Torn - Slade
- Jack Weston - Pig
- Cab Calloway - Yeller
- Theodore Marcuse - Felix (kao Theo Marcuse)
- Milton Selzer - Sokal
- Karl Swenson - gospodin Rudd
- Émile Genest - Cajun (kao Emile Genest)
- Ron Soble - Danny

## Snimanje
Cincinnati Kid sniman je u New Orleansu u Louisiani, iako su se događaji u Jessupovom romanu zbili u St. Louisu u Missouriju. Spencer Tracy je bio prvotno izabran za ulogu Lanceya Howarda, no zbog zdravstvenih problema morao ju je odbiti. Prvotni redatelj bio je Sam Peckinpah, no ubrzo nakon početka snimanja producent Martin Ransohoff dao mu je otkaz zbog "vulgariziranja filma". Peckinpah je film zamislio u crno-bijelom izdanju koje bi mu dalo osjećaj 1930-ih godina, no Jewison je odbacio crno-bijele snimke, smatrajući da bi bilo pogrešno snimati film s crvenim i crnim igraćim kartama u sivim bojama. Unatoč tome, ublažio je boje u filmu s namjerom da ga približi vremenskom periodu zbivanja, ali i da pojača efekt boja igraćih karata na filmskom platnu. Glavnu pjesmu filma izvodi Ray Charles.

## Kritike
Nakon dolaska u kino 1965., Variety je pozitivno ocijenio Cincinnati Kid, napisavši kako je "Martin Ransohoff napravio napetu, dobro izvedenu produkciju. U Steveu McQueenu našao je gotovo savršeni prikaz glavne uloge. Edward G. Robinson glumi svoju najbolju ulogu u posljednjih nekoliko godina kao ostarjeo i nemilosrdan Lancey Howard..." Howard Thompson iz New York Timesa nazvao je film "respektabilno zapakiranom dramom" koja je "isključivo za one koji cijene—ili barem igraju—stud poker" i smatra da "film blijedi u usporedbi s Hazarderom, kojemu je jako sličan po temi i likovima." Časopis Time također je zamijetio sličnosti s Hazarderom, primijetivši kako "gotovo sve o Cincinnati Kidu poziva na sličnost" s Hazarderom, no ne uspijeva ga nadmašiti, dijelom zbog same teme filma:
»Redatelj Jewison može postaviti svoje karte na stol i prebaciti kameru sa suspensom na napete izraze lica igrača, no, bez sumnje, no biljarski profesionalac koji izvodi težak udarac ubacujući kuglu u bočnu rupu svakako nudi širi raspon mogućnosti. Kid također ima manje uvjerljivu pozadinsku radnju. Kad nije za poker stolom, McQueen se kocka plavušom (Tuesday Weld) i poštenjem svojeg prijatelja djelitelja, Karla Maldena. Pritisak dolazi od uobičajeno temperamentnog južnjačkog džentlmena (Rip Torn), čiji užitci uključuju crnkinju ljubavnicu, streljanu odmah do njegovog dućana i namještene kartaške partije. Kao Maldenova žena, Ann-Margret utjelovljuje nevolju druge vrste, iako njezin naivni prikaz pokvarene žene podsjeća na vremena kada je fatalna žena nosila grudnjak koji je bio spojen paukovom mrežom. U trenutku kada je sav novac u igri, 'Cincinnati Kid', čini se, drži gubitnu ruku.«
Kritika u retrospektivi izdana od strane Instituta pisaca države New York u sklopu Sveučilišta u Albanyju također primjećuje sličnosti filma s Hazarderom, no u kontrastu s New York Timesom tvrdi da "stiliziran realizam, boje kao iz snova, i detaljne pozadinske radnje daju [filmu] dramatičnu složenost i samosvjesnost koja nedostaje Hazarderu."

## Vanjske poveznice
- Cincinnati Kid u internetskoj bazi filmova IMDb-a
- Cincinnati Kid na Rotten Tomatoes
- Cincinnati Kid na Box Office Mojo